# Епархия Мавры
Епархия Мавры (лат. Dioecesis Maurensis) — титулярная епархия Римско-Католической церкви.

## История
Античный город Мавра, который сегодня идентифицируется с археологическими раскопками Duelt-Zerga в Алжире, находился в римской провинции Мавретания и в первые века христианства был центром одноимённой епархии.
С 1933 года епархия Мавры является титулярной епархией Римско-Католической церкви.

## Титулярные епископы
- епископ Карлош Дуарте Коста (22.09.1937 — 5.07.1945);
- епископ Cipriano Biyehima Kihangire (12.11.1962 — 9.08.1965) — назначен епископом Хоймы;
- епископ Лангтон Дуглас Фокс (18.10.1965 — 16.06.1972) — назначен епископом Меневии;
- епископ Cesare Zacchi (24.05.1974 — 24.08.1991);
- епископ Enzo Dieci (7.04.1992 — по настоящее время).